# 歌德 (公司)
歌德公司（Grado Labs）是一家位于纽约布鲁克林的美国音频制造商，主要生产高端消费级音频电子设备，产品类型涵盖入耳式耳机、头戴式耳机与黑胶唱机所用的唱头，以手工制造动圈开放式耳机和唱头而闻名。

## 历史
歌德于1953年由钟表匠约瑟夫·歌德（Joseph Grado）创立。目前的掌门人及总裁为约翰·歌德（John Grado）运营，他自20世纪70年代开始负责日常运营，并于1990年正式执掌该公司。2023年，约翰·歌德任命其兄弟理查德·歌德（Richard Grado）负责领导团队。
约翰的儿子乔纳森·歌德（Jonathan Grado）于2013年进入公司，其兄弟马修·歌德（Matthew Grado）2017年进入公司，二人共同成为歌德的第三代传人。此外，歌德声称有数十位家族关系内的配偶、子女、兄弟姐妹、表兄弟姐妹、侄女和侄子、以及家族外的布鲁克林社区成员均为或曾为歌德供职。
歌德专门生产动圈结构的开放式头戴高保真耳机。在其70多年的历史中，歌德极少进行大规模的宣传与营销，而是依靠音频经销商和消费者的口碑。绝大多数歌德的产品都在纽约布鲁克林的工坊手工制作。

## 产品线
歌德的现有产品线包括开放式头戴动圈耳机、有线入耳式耳机、蓝牙头戴耳机、真无线入耳式耳机与唱头等。
由于歌德产品在中文地区多以产品实际前缀如SR、RS等名称传播，加之歌德及其中国总代较少进行系统化中文营销，因此没有官方正式译名。

### 头戴式耳机
截至2024年1月，歌德产品代际已历经无后缀世代、i世代、e时代和x世代，当前最新产品为x世代。除无后缀版本外，剩下的世代字母多作为尾缀附于型号主名称后，如歌德现行旗舰产品GS3000当前版本称为GS3000x。除常规有线头戴式耳机外，亦有开放式蓝牙头戴耳机GW100x。

#### 量产系列
目前歌德非限量耳机产品分为以下几个系列：

##### 威望系列
产品名Prestige Headphones，前身为Prestige Series。本系列以SR作为前缀，如SR60e、SR80x等，是当前歌德耳机产品系列中最为入门的型号。
| 型号名称 | 产品形态           | 外壳主要材质 | 可选接口                 |
| -------- | ------------------ | ------------ | ------------------------ |
| SR60x    | 贴耳式小型头戴耳机 | 聚碳酸酯     | 3.5mm TRS 附6.35mm转接头 |
| SR80x    | 贴耳式小型头戴耳机 | 聚碳酸酯     | 3.5mm TRS 附6.35mm转接头 |
| SR125x   | 贴耳式小型头戴耳机 | 聚碳酸酯     | 3.5mm TRS 附6.35mm转接头 |
| SR225x   | 贴耳式小型头戴耳机 | 聚碳酸酯     | 3.5mm TRS 附6.35mm转接头 |
| SR325x   | 贴耳式小型头戴耳机 | 铝合金       | 3.5mm TRS 附6.35mm转接头 |